# Charles Wycliffe Goodwin
Charles Wycliffe Goodwin, född 1817 i King's Lynn, död 1878 i Shanghai, var en brittisk egyptolog och jurist. 
Goodwin fick sin examen 1848 men hade många intressen utöver lagen. Han bidrog till Cambridge Antiquarian Society och skrev 1860 en av artiklarna i Essays and Reviews, det enda bidraget från en lekman, i samma sällskap som de framstående teologerna Rowland Williams och Henry Bristow Wilson.
1865 utnämndes Goodwin till biträdande domare för den brittiska högsta konsulardomstolen i Kina och Japan 1865.